# Хуан де Арельяно
Хуан де Арельяно (ісп. Juan de Arellano; 3 серпня 1614, Санторкас біля Мадрида — 13 жовтня 1676, Мадрид) — іспанський художник доби бароко. Працював майстром релігійного живопису та квіткових натюрмортів.

## Життєпис
Народився в поселенні Санторкас біля Мадрида. Рано залишився без батька і мати перевезла сина у Алькала де Енарес.
Художню освіту опановував у майстерні художника-декоратора Хуана де Соліса (? — 1654), де почав працювати помічником з 16-ти років. У ранній період виконував замови на релігійні образа. Можливо, роботи по декору свят і палаців, що виконував Хуан де Соліс, спонукали і молодого художника до спроб в жанрі натюрморту. Відомо, що знав квіткові натюрморти художників Антоніо Понсе, Даніеля Зегерса, Маріо Нуцци. Картини з квітами італійця Маріо Нуцци декілька разів копіював, позаяк вони користувались успіхом у Іспанії.
Натюрморти з квітами, що робив Хуан де Арельяно, мають помітні впливи творів фламандських художників. Картини фламандських майстрів можна було бачити в іспанських палацах і приватних збірках.
Життєпис Хуана де Арельяно створив іспанський історіограф Антоніо Паломіно. Згідно Паломіно, Хуан де Арельяно виборов популярність, а художня продукція його майстерні в Мадриді мала попит.

## Родина художника
1639 року Хуан де Арельяно узяв шлюб із Марією Банела. По смерті першої дружини узяв шлюб вдруге із Марією Коркуера, котра була племінницею художника-декоратора Хуана де Соліса. В родині було четверо дітей, троє з котрих були помічниками батька в його художній майстерні. З донькою Хуана де Арельяно узяв шлюб один із помічників художника — Бартоломе Перес де ла Дегеза.

## Вибрані твори
- «Святий Христофор», Сан Торквато де Санторкас, Мадрид
- «Квіти в кришталевій вазі», 1668, Музей Прадо, Мадрид
- «Квіткова гірлянда на тлі далекого пейзажу», Музей Прадо
- «Квіти в плетеному кошику», Музей Прадо
- «Абрикоси і сливи»
- «Квітковий натюрморт», Смоленський художній музей

## Галерея вибраних творів

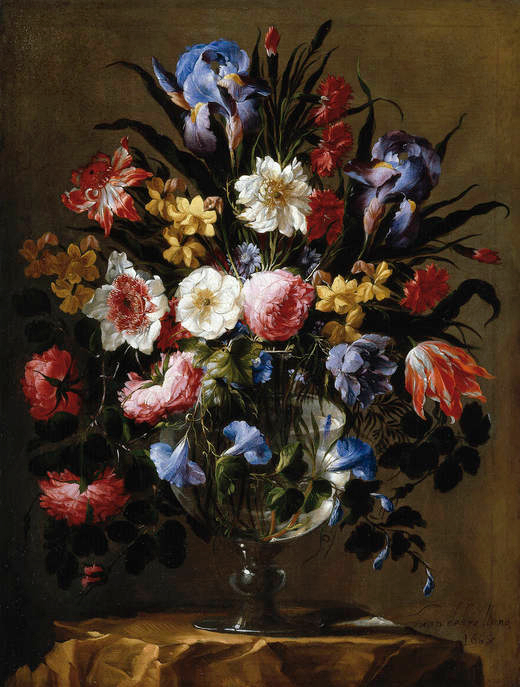
«Квіти в кришталевій вазі», 1668, Музей Прадо, Мадрид
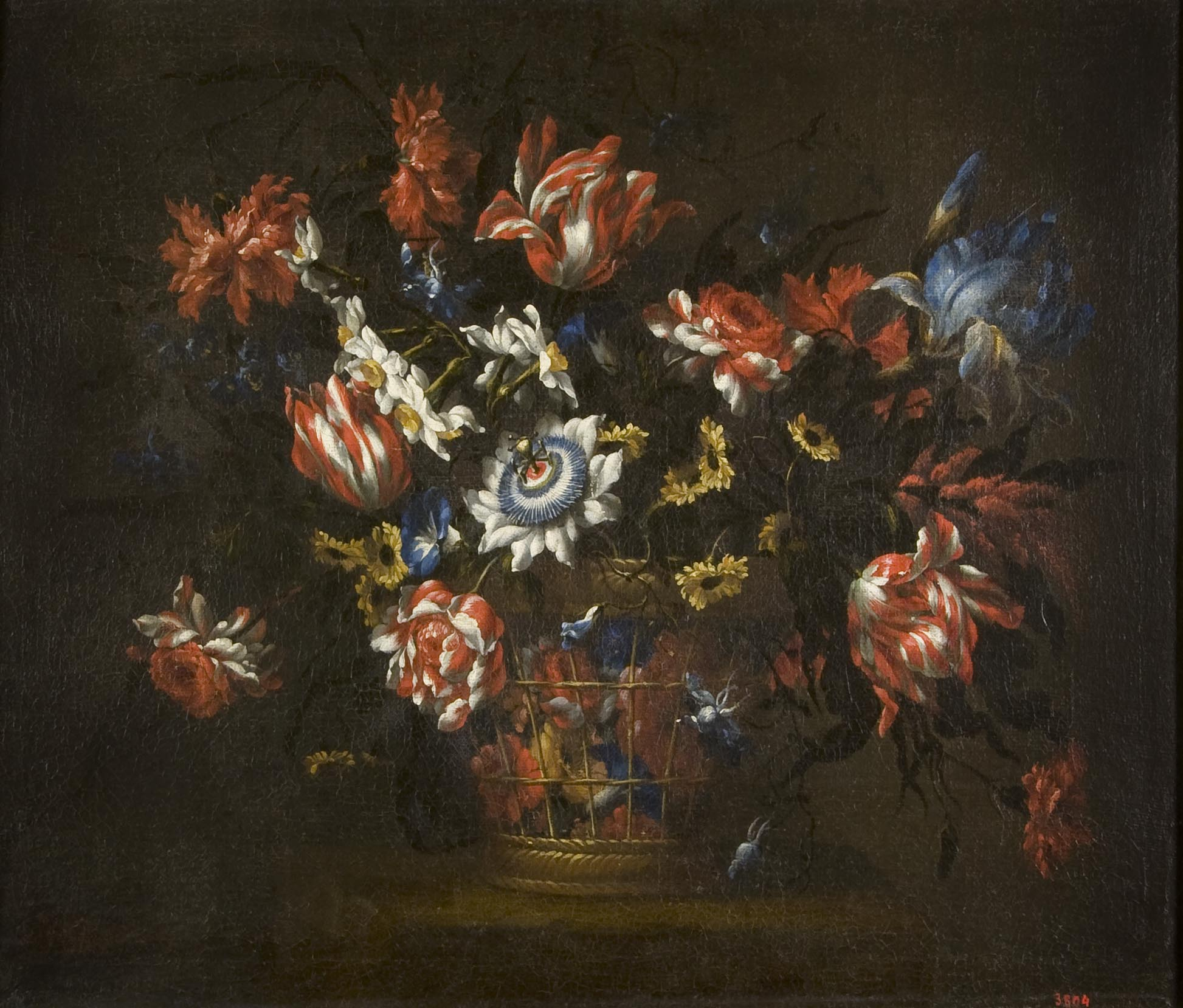
«Кошик з тюльпанами»
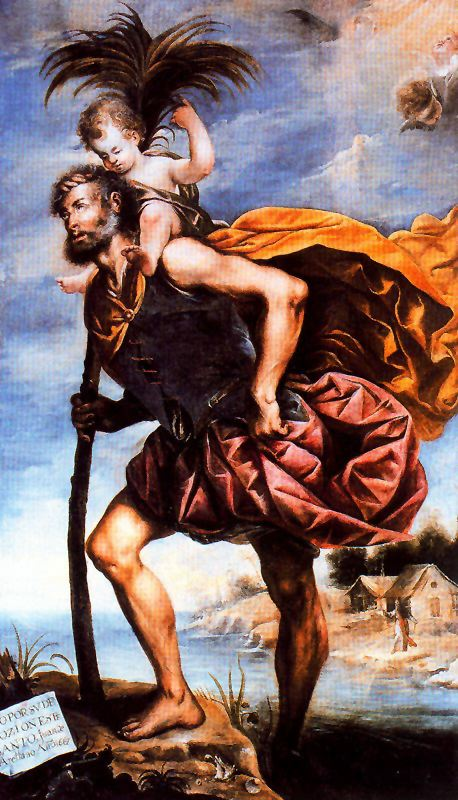
«Святий Христофор», Сан Торквато де Санторкас, Мадрид
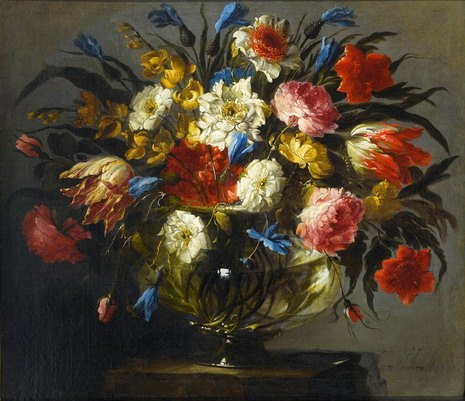
«Букет весняних квітів», до 1670 р., приватна збірка
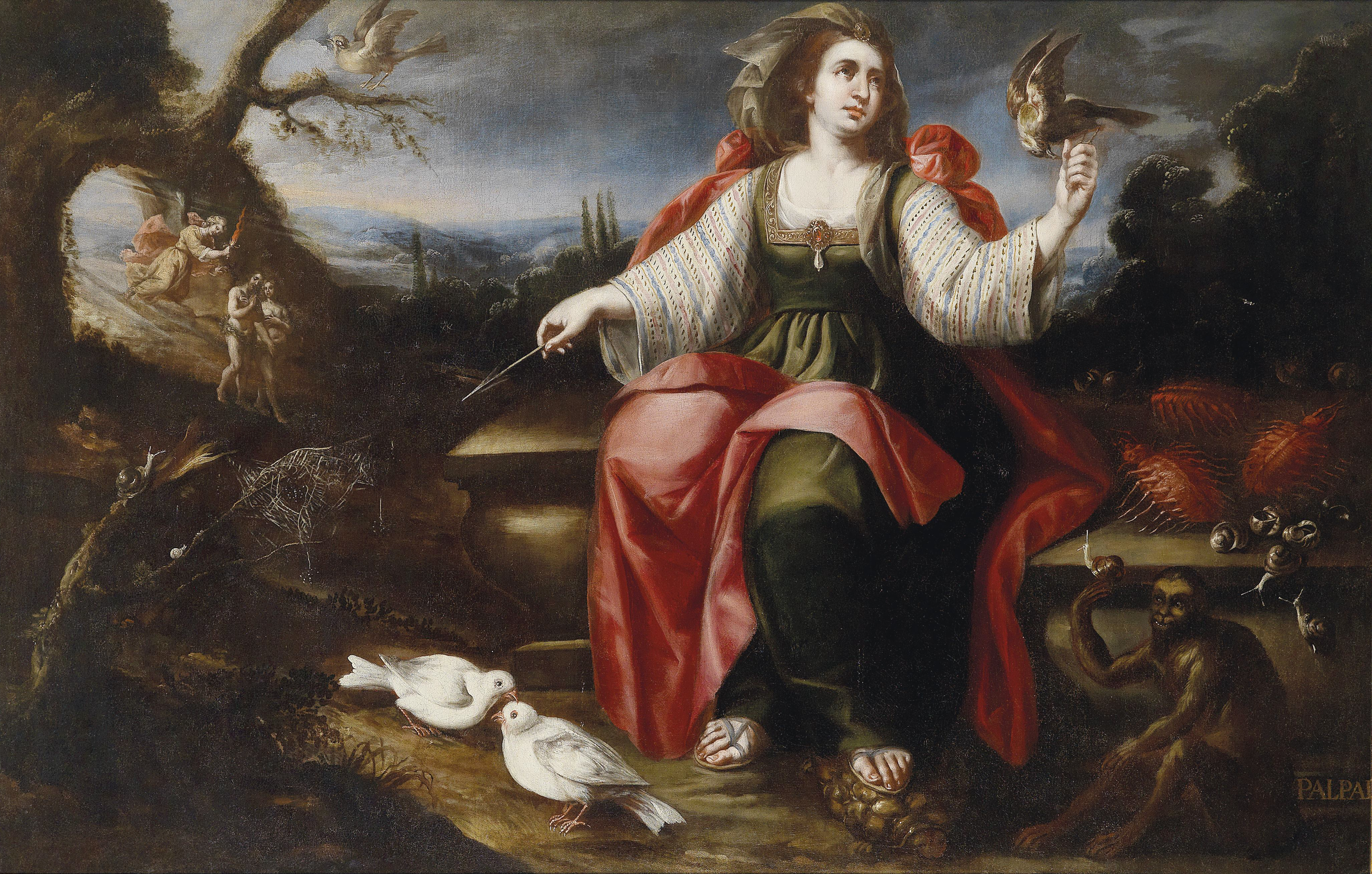
«Алегорія дотику»
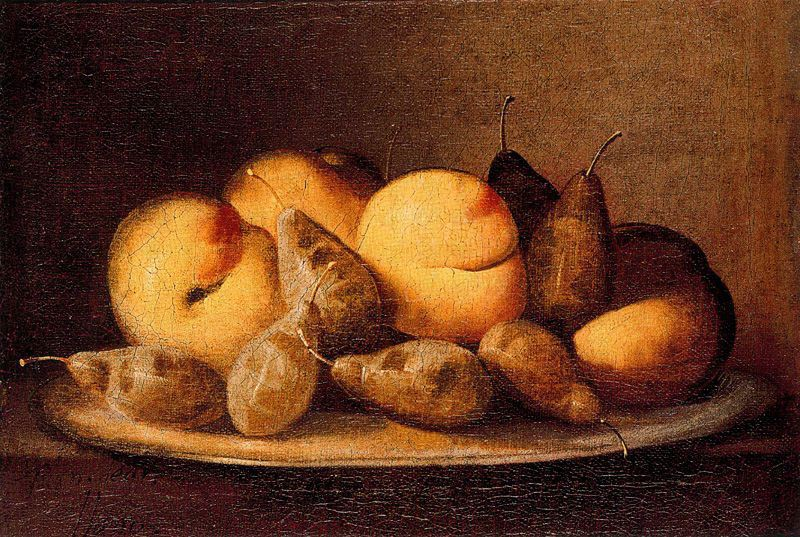
«Абрикоси і сливи»
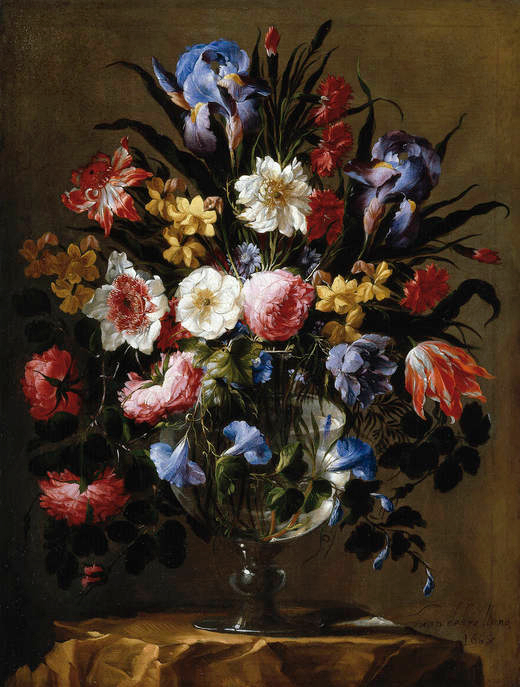
«Троянди, тюльпани, нарциси і півники в скляній вазі»